# Franco Barbero
Franco Barbero (Savigliano, 24 de febrero de 1939) es un ex sacerdote y activista italiano, famoso por sus críticas al magisterio de la Iglesia católica en temas de moral sexual, por cuya causa fue reducido al estado laical por el papa Juan Pablo II a comienzos de 2003.

## Biografía
Ordenado sacerdote en 1963, a principios de la década de 1970, se involucró en el movimiento de cristianos de base. A finales de 1975 asumió posiciones contrarias a la doctrina católica; tales diferencias fueron expuestas en numerosas publicaciones y en una forma de celebración de la liturgia distinta de la prevista por el canon.
El 23 de enero de 2003, se le retiró el estado clerical y fue «dispensado de la obligación del celibato» por un decreto del papa Juan Pablo II, promulgado por el entonces todavía prefecto de la Congregación para la Doctrina de la Fe, el cardenal Joseph Ratzinger. Su vivencia es relatada en el libro Preti contro de Corrado Zunino y su experiencia pastoral con las personas homosexuales está recogida en el libro Omosessualità e Vangelo de Pasquale Quaranta.

## Pensamiento
Las diferencias entre el pensamiento de Barbero y la Iglesia católica son muchas, entre ellas, las segundas nupcias, el celibato sacerdotal, la predicación y el ministerio de los laicos, la teología feminista y las uniones de creyentes homosexuales. En particular, han suscitado un gran revuelo en Italia sus celebraciones de bendiciones de parejas homosexuales y los matrimonios de sacerdotes.
En su libro Il dono dello smarrimento («El don de la pérdida»), publicado en 2000 por primera vez y reeditado en 2007 por Gabrielli, define así a la jerarquía eclesiástica en el jubileo del 2000:

Prese dall’enfasi, sono sbronze di gloria, fanno sfoggio di potenza e ricevono l’omaggio e i finanziamenti dei grandi di questo mondo.
Tomados por la atención, están ebrios de gloria, hacen alarde de su poder y reciben el homenaje y el financiamiento de los grandes de este mundo.
Franco Barbero, Il dono dello smarrimento (2000)

Auspicia además una vuelta a la enseñanza de la doctrina en el mundo, como hicieron los profetas y los fundadores del Cristianismo. Critica también a la iglesia por:
- los dogmas cristianos, descritos como «ilusiones que son la fotografía de la verdad»;
- la prohibición del ministerio a las mujeres y del matrimonio a los sacerdotes, consideradas «leyes inhumanas»;
- el derecho canónico;
- las confesiones de culpabilidad sobre pecados pasados;
- las actitudes hacia la sexualidad y los homosexuales;
- los milagros, que según Barbero «alimentan supersticiones y el espíritu idólatra»;
- el papado, señalado como «prima donna».